# Јелањска
Јелањска је насељено мјесто у општини Станари, Република Српска, БиХ. Према попису становништва из 1991. у насељу је живјело 701 становника.

## Географија
Јелањска је насеље које броји око 200—300 домаћинстава. Граничи се са селима: Цвртковци, Рашковци, Остружња Доња, Остружња Горња, Тисовац и Љескове Воде. Село се простире на површини од око 1,571 хектара, надморске висине до 313 метара. Становништво претежно живи од пољопривреде, док је мањина запослена у локалним фирмама, а један мали дио привремено борави у иностранству. Јелањска је богата природним ресурсима, као што су шуме, велики број извора пијаће воде и плодним земљиштем. Посједује стабилну електричну мрежу, телекомуникације и повезана је асфалтним путем до свих оближњих градова. У Јелањској се налази подручна, петогодишња Основна школа „Десанка Максимовић”, која припада централној школи у Станарима.

## Историја
Насеље Јелањска се до формирања општине Станари 2014. године налазило у саставу општине Добој.

## Становништво
| Демографија | Демографија | Демографија |
| Година      | Становника  | Становника  |
| ----------- | ----------- | ----------- |
| 1961.       | 874         |             |
| 1971.       | 827         |             |
| 1981.       | 843         |             |
| 1991.       | 698         |             |